# أسد غرب إفريقيا
أسد غرب إفريقيا (بالإنجليزية: West African lion)‏ ويُسمى أيضاً الأسد السنغالي هو جُمهرة من الأسود تعيش بين السنغال وجنوب السودان. وتقدر أعدادها الحالية بأقل من 850 أسد سنغالي وهي مهددة بالانقراض وهي متوسطة الحجم ويراوح وزنها بين 175 و210 كيلوغرام. واستناداً إلى تحليل الحمض النووي للميتوكوندريا في الأنساب، قام مقيمو القائمة الحمراء للأنواع المهددة بالانقراض بتصنيف جمهرة الأسد حالياً في وسط وغرب إفريقيا إلى النويعة الشمالية، نظراً لعلاقتها بأسود شمال إفريقيا.